# Жіноча юніорська збірна Нідерландів з хокею із шайбою
Жіноча юніорська збірна Нідерландів з хокею із шайбою — національна жіноча юніорська команда Нідерландів, що представляє країну на міжнародних змаганнях з хокею із шайбою. Функціонування команди забезпечує Нідерландський хокейний союз.

## Виступи на чемпіонатах світу
- 2018 — 1 місце (Дивізіон ІВ кваліфікація)
- 2019 — 6 місце (Дивізіон ІВ)
- 2020 — 2 місце (Дивізіон ІІА)
- 2022 — 4 місце (Дивізіон ІІ)
- 2023 — 3 місце (Дивізіон ІІА)
- 2024 — 3 місце (Дивізіон ІІА)
- 2025 — 4 місце (Дивізіон ІІА)